# Dresdner Salonorchester
Das Dresdner Salonorchester ist ein 1991 in Dresden gegründetes Tanz- und Unterhaltungsorchester. Sein Repertoire umfasst Musik der 1920er bis 1970er Jahre.

## Geschichte
Im Jahr 1991 erhielten drei Studenten der Hochschule für Musik Carl Maria von Weber Dresden ein Angebot, Salon- und Tanzmusik bei einem Studentenball in Dresden zu spielen. Nach dieser erfolgreichen ersten Veranstaltung und einigen Auftritten als klassisches Salontrio (Violine, Piano, Kontrabass) an Jubiläen, Hochzeiten und Geburtstagen kam es 1992 zu einem Engagement, regelmäßig zur Kaffeezeit im Café Pöppelmann im Hotel Bellevue zu spielen. Einmal im Monat wurde aus diesem Café die Radiosendung „Café de Saxe“ live ausgestrahlt. Für die häufiger werdenden Tanzabende wurde die Besetzung um eine Violine und eine Klarinette/Saxophon erweitert. Als Sänger wurde der Dirigent Christoph König engagiert. Nach Angeboten aus ganz Deutschland folgte eine 20er-/30er-Jahre-Welle. Ende 1995 kamen ein Gitarrist und ein zweites Saxophon hinzu, und es wurden Spezialarrangements für das Orchester geschrieben. 1996 erschien die erste CD des Dresdner Salonorchesters.
Als Christoph König im Sommer 1997 nach Wuppertal ging, übernahm Götz Bergmann den Posten des Frontmannes.
Das Orchester trat mit neun bis zehn Musikern aber auch nach wie vor im Trio und Quartett zu großen Ball-Ereignissen in Dresden auf (Landespresseball, Operettenball etc.).
Im September 1998 begannen die jungen Musiker zusätzlich vier Mal im Jahr in einem historischen Ballsaal Dresdens die „Dresdner Tanzbälle“ zu inszenieren, eine Mischung aus Live-Tanzmusik und Podium für Nachwuchskünstler. Über die Grenzen Dresdens hinaus gab das Orchester Gastspiele z. B. in München, Hamburg, Leipzig und Berlin. Auch Auftritte in Funk und Fernsehen (ARD, MDR, WDR u. a.) wurden allmählich häufiger. In dieser Zeit erweiterte das Dresdner Salonorchester sein Repertoire mit Tanznummern aus der Nachkriegszeit.
Im April 1998 nahm das Orchester in großer Besetzung mit 22 Musikern im Originalverfahren (alle sitzen im Kreis um ein Mono-Mikrophon) seine zweite CD auf. Seither gehört auch ein Trompeter zum festen Stamm des Ensembles, seit 2001 auch eine Posaune. 1999 trat das Orchester in Peking beim Weltpostkongress auf.
Es folgten Konzertauftritte sowie gemeinsam mit jungen Sängern im Jahr 2000 die Produktion der Revue „Es leuchten die Sterne“ und eine Neufassung der Benatzky-Operette Meine Schwester und ich, wobei die Musiker in das Bühnenspiel integriert wurden und diverse Nebenrollen übernahmen.  Im Januar 2002 fand der „1. Dresdner Brillenball“ im Ballhaus Watzke statt, der zweite im Februar 2003 im Parkhotel.
Die Musiker spielten neben einigen Benefizveranstaltungen für die Opfer des Hochwassers im August 2002 ihre dritte CD ein. Erstmals erklangen die Originalarrangements in voller Besetzung, d. h. drei Trompeten, drei Posaunen, fünf Saxophone, Streicher und Rhythmusgruppe. Die Aufnahmen zogen sich bis Januar 2003 hin. Die CD, als erste mit Labelcode, kam auf den Markt.
2006 wurde der Sänger Marcus Günzel neuer Frontmann des Orchesters. Ohne Mikrophon sang er schon im Dresdner Kreuzchor. 1997 begann er das Gesangsstudium an der Musikhochschule Carl Maria von Weber. Nach dem Abschluss im Sommer 2003 qualifizierte er sich für das Aufbaustudium bei Margret Trappe-Wiel und schloss dieses 2005 mit dem Solistenexamen ab. Mit Mikrophon hatte Marcus Günzel im Januar 2003 seine Bühnenpremiere im Musical The Beautiful Game von Andrew Lloyd Webber an der Staatsoperette Dresden. Festes Mitglied im Ensemble der Staatsoperette ist er seit der Spielzeit 2005/06. Außerdem gastierte er mit der männlichen Hauptrolle im 80er-Jahre-Musical What a feeling am Theater „Wechselbad“.
Seither tritt das Dresdner Salonorchester weiter bei vielen Dresdener Großveranstaltungen auf. So gastiert es alljährlich „traditionell“ seit 1991 am Silvesterball im Schloss Albrechtsberg, seit 2004 am Chemnitzer Opernball, seit 1995 am Operettenball im Taschenbergpalais Kempinski Dresden, an Theaterbällen der Stadt Gera, im Rahmen des Kurt-Weill-Festes beim Traumtänzerball in Dessau, in Zusammenarbeit bei Veranstaltungsreihen des Fördervereins der Dresdner Philharmonie.
Seinem Namen „Dresden“ verpflichtet, spielt das Orchester seit seiner Gründung bei Höhepunkten der Stadtentwicklung, u. a. 1995 zur Eröffnung des Hotels „Taschenbergpalais“ Kempinski Dresden, 2001 zur Einweihung des neuen Dresdner Flughafenterminals, 2008 zur Einweihung „Juwel an der Frauenkirche“ am Dresdner Neumarkt. In Zusammenarbeit mit Dresdner Tanzschulen begleitet das Orchester musikalisch mit Standardtänzen diverse Ballveranstaltungen und professionelle Tanzturniere.

## Repertoire
Das Repertoire des Dresdner Salonorchesters umfasst die klassische Salon- und Wiener Kaffeehausmusik, Melodien von UFA-Filmschlagern, französische Musettemusik, die internationalen Hits der Unterhaltungsmusik sowie alle Standard- und lateinamerikanischen Tänze.

## Besetzung
Das Dresdner Salonorchester tritt in variablen Besetzungen auf.
- Gesang:			Marcus Günzel (Solist an der Staatsoperette Dresden)
- Violine:			Florian Mayer (2006 bis zur Auflösung 2013 Mitglied der Band Das Blaue Einhorn)
- Klavier:			Holger Miersch
- Kontrabass / Organisator:	Thomas Fröhlich
- Schlagzeug:			Martin Weiske
- 1. Altsaxofon / Klarinette:	Tomasz Skulski
- 2. Tenorsax. / Klarinette:	Henning Plankl
- 3. Altsax. / Klarinette:	Friedemann Seidlitz
- Trompete:			Edgar Schreyer
- Posaune:			Christoph Hermann / Hilmar Beier

## Diskografie
- 1996: Eine Revue berühmter Tanzerfolge
- 1997: Herr Ober, zwei Mokka!
- 2003: Die Tanzplatte